# Liste der Stolpersteine in Pohlheim
Die Liste der Stolpersteine in Pohlheim führt die vom Künstler Gunter Demnig verlegten Stolpersteine in der Stadt Pohlheim im Landkreis Gießen in Hessen auf, die an das Schicksal der Menschen erinnern, die im Nationalsozialismus ermordet, deportiert, vertrieben oder in den Suizid getrieben wurden. Die Tabelle ist teilweise sortierbar; die Grundsortierung erfolgt alphabetisch nach dem Verlegungsort.
Eine weitere Verlegung von Stolpersteinen in den Stadtteilen Grüningen und Holzheim ist geplant.

## Watzenborn-Steinberg
| Bild                               | Name                               | Standort                                             | Verlegedatum  | Inschrift | Leben |
| ---------------------------------- | ---------------------------------- | ---------------------------------------------------- | ------------- | --- | --- |
|                                    | Elise Nunenthal, geb. David        | Bahnhofstraße 36 ·                                   | 21. Okt. 2009 | HIER WOHNTE ELISE NUNENTHAL GEB. DAVID JG. 1885 DEPORTIERT 30.9.1942 TREBLINKA ERMORDET OKT. 1942             | Elise Nunenthal, geboren als Elise David (* 28. November 1885 in Solingen; † Oktober 1942 im KZ Treblinka)                          |
|                                    | Käte Nunenthal                     | Bahnhofstraße 36 ·                                   | 21. Okt. 2009 | HIER WOHNTE KÄTE NUNENTHAL JG. 1913 DEPORTIERT 30.9.1942 TREBLINKA ERMORDET OKT. 1942                         | Käte Nunenthal (* 14. Dezember 1913 in Watzenborn-Steinberg; † Oktober 1942 im KZ Treblinka)                                        |
|                                    | Abraham Grünebaum                  | Fahrtgasse 18 · (ehem. Günther-Grönhoff-Straße 18) · | 21. Okt. 2009 | HIER WOHNTE ABRAHAM GRÜNEBAUM JG. 1876 DEPORTIERT 27.9.1942 THERESIENSTADT TOT 2.3.1943                       | Abraham Grünebaum (* 2. September 1876 in Holzheim; † 2. März 1943 im KZ Theresienstadt)                                            |
|                                    | Susanna Grünebaum, geb. Süß        | Fahrtgasse 18 · (ehem. Günther-Grönhoff-Straße 18) · | 21. Okt. 2009 | HIER WOHNTE SUSANNA GRÜNEBAUM GEB. SÜSS JG. 1875 DEPORTIERT 27.9.1942 THERESIENSTADT TOT 15.1.1943            | Susanna Grünebaum, geboren als Susanna Süß (* 7. Mai 1875 in Watzenborn-Steinberg; † 15. Januar 1943 im KZ Theresienstadt)          |
|                                    | Herta Grünebaum                    | Fahrtgasse 18 · (ehem. Günther-Grönhoff-Straße 18) · | 21. Okt. 2009 | HIER WOHNTE HERTA GRÜNEBAUM JG. 1915 FLUCHT 1938 USA ÜBERLEBT                                                 | Herta Grünebaum (* 23. August 1915 in Watzenborn-Steinberg). Floh am 4. Oktober 1938 nach New York, USA.                            |
|                                    | Erich Grünebaum                    | Fahrtgasse 18 · (ehem. Günther-Grönhoff-Straße 18) · | 21. Okt. 2009 | HIER WOHNTE ERICH GRÜNEBAUM JG. 1906 FLUCHT 1937 USA ÜBERLEBT                                                 | Erich Grünebaum (* 2. April 1906 in Watzenborn-Steinberg). Floh am 28. Juni 1937 nach New York, USA.                                |
|                                    | Jettchen Katz, geb. Simon          | Gießener Straße (gegenüber Gießener Straße 48/50)    | 21. Okt. 2009 | HIER WOHNTE JETTCHEN KATZ GEB. SIMON JG. 1862 DEPORTIERT 27.9.1942 THERESIENSTADT TOT 31.1.1943               | Jettchen Katz, geboren als Jettchen Simon, (* 10. Juli 1862 in Pohl-Göns; † 31. Januar 1943 im KZ Theresienstadt)                   |
|                                    | Max Katz                           | Gießener Straße (gegenüber Gießener Straße 48/50)    | 21. Okt. 2009 | HIER WOHNTE MAX KATZ JG. 1895 DEPORTIERT 30.9.1942 TREBLINKA ERMORDET OKT. 1942                               | Max Katz (* 5. Dezember 1895 in Watzenborn-Steinberg; † Oktober 1942 im KZ Treblinka)                                               |
|                                    | Betti Katz, geb. Wertheim          | Gießener Straße (gegenüber Gießener Straße 48/50)    | 21. Okt. 2009 | HIER WOHNTE BETTI KATZ GEB. WERTHEIM JG. 1892 DEPORTIERT 30.9.1942 TREBLINKA ERMORDET OKT. 1942               | Betti Katz, geboren als Betti Wertheim, (* 4. Mai 1892 in Bürgeln; † Oktober 1942 im KZ Treblinka)                                  |
|                                    | Irene Katz                         | Gießener Straße (gegenüber Gießener Straße 48/50)    | 21. Okt. 2009 | HIER WOHNTE IRENE KATZ JG. 1928 DEPORTIERT 30.9.1942 TREBLINKA ERMORDET OKT. 1942                             | Irene Katz (* 29. April 1928 in Watzenborn-Steinberg; † Oktober 1942 im KZ Treblinka)                                               |
|                                    | Siegfried Katz                     | Gießener Straße (gegenüber Gießener Straße 48/50)    | 21. Okt. 2009 | HIER WOHNTE SIEGFRIED KATZ JG. 1922 FLUCHT 1939 ENGLAND ÜBERLEBT                                              | Siegfried Katz (* 6. Mai 1922 in Watzenborn-Steinberg) floh am 9. März 1939 nach London.                                            |
|                                    | Johanna Süß, geb. Stern            | Klossengasse 2 (ehem. Straße der SA)                 | 21. Okt. 2009 | HIER WOHNTE JOHANNA SÜSS GEB. STERN JG. 1862 DEPORTIERT 18.8.1942 THERESIENSTADT ERMORDET 26.9.1942 TREBLINKA | Johanna Süß, geboren als Johanna Stern (* 14. Mai 1862 in Wehrda; † 26. September 1942 im KZ Treblinka)                             |
|                                    | David Theodor Adler                | Klossengasse 2 (ehem. Straße der SA)                 | 21. Okt. 2009 | HIER WOHNTE DAVID THEODOR ADLER JG. 1895 FLUCHT 1939 USA ÜBERLEBT                                             | David Theodor Adler (* 2. Juli 1895), floh am 30. April 1939 nach New York, USA.                                                    |
|                                    | Emma Adler, geb. Süß               | Klossengasse 2 (ehem. Straße der SA)                 | 21. Okt. 2009 | HIER WOHNTE EMMA ADLER GEB. SÜSS JG. 1894 DEPORTIERT 22.11.1941 KAUNAS/LITAUEN ERSCHOSSEN 25.11.1941          | Emma Adler, geboren als Emma Süß (* 19. September 1894; † 25. November 1941 in Kaunas, Fort IX, Litauen)                            |
|                                    | Siegfried Kurt Adler               | Klossengasse 2 (ehem. Straße der SA)                 | 21. Okt. 2009 | HIER WOHNTE SIEGFRIED KURT ADLER JG. 1922 DEPORTIERT 22.11.1941 KAUNAS/LITAUEN ERSCHOSSEN 25.11.1941          | Kurt Siegfried Adler (* 25. Oktober 1922; † 25. November 1941 in Kaunas, Fort IX, Litauen)                                          |
|                                    | Lydia Sonnia Adler                 | Klossengasse 2 (ehem. Straße der SA)                 | 21. Okt. 2009 | HIER WOHNTE LYDIA SONNIA ADLER JG. 1927 DEPORTIERT 22.11.1941 KAUNAS/LITAUEN ERSCHOSSEN 25.11.1941            | Lydia Sonnia Adler (* 15. August 1927; † 25. November 1941 in Kaunas, Fort IX, Litauen)                                             |
|                                    | Isidor Katz                        | Kreuzplatz 3 (ehem. Adolf-Hitler-Platz 3)            | 21. Okt. 2009 | HIER WOHNTE ISIDOR KATZ JG. 1887 DEPORTIERT 30.9.1942 TREBLINKA ERMORDET OKT. 1942                            | Isidor Katz (* 30. August 1887 in Watzenborn-Steinberg; † Oktober 1942 im KZ Treblinka)                                             |
|                                    | Hilda Helene Katz, geb. Ranzenberg | Kreuzplatz 3 (ehem. Adolf-Hitler-Platz 3)            | 21. Okt. 2009 | HIER WOHNTE HILDE HELENE KATZ GEB. RANZENBERG JG. 1895 DEPORTIERT 30.9.1942 TREBLINKA ERMORDET OKT. 1942      | Hilda Helene Katz (* 29. August 1895 in Allendorf, Kreis Marburg; † Oktober 1942 im KZ Treblinka)                                   |
|                                    | Ferdinand Manfred Katz             | Kreuzplatz 3 (ehem. Adolf-Hitler-Platz 3)            | 21. Okt. 2009 | HIER WOHNTE FERDINAND MANFRED KATZ JG. 1922 FLUCHT 1939 HOLLAND ÜBERLEBT                                      | Ferdinand Manfred Katz (* 18. Dezember 1922 in Watzenborn-Steinberg). Floh am 3. Januar 1939 nach Holland und 1940 in die USA.      |
| (Paten: Tim und Simone van Slobbe) | Siegbert Werner Katz               | Kreuzplatz 3 (ehem. Adolf-Hitler-Platz 3)            | 21. Okt. 2009 | HIER WOHNTE SIEGBERT WERNER KATZ JG. 1928 FLUCHT 1939 HOLLAND ÜBERLEBT                                        | Siegbert Werner Katz (* 18. Januar 1928 in Watzenborn-Steinberg). Floh am 3. Januar 1939 nach Holland und 1940 nach Großbritannien. |